# Léojac
Léojac är en kommun i departementet Tarn-et-Garonne i regionen Occitanien i södra Frankrike. Kommunen ligger i kantonen Montauban 3e Canton som tillhör arrondissementet Montauban. År 2022 hade Léojac 1 279 invånare.

## Befolkningsutveckling
Antalet invånare i kommunen Léojac
| Referens: INSEE |